# 内野喜春
内野 善春（うちの よしはる、1994年4月28日 - ）は、東京都出身の子役。元ジュネス企画所属。

## 出演

### テレビ
- めざましテレビ（フジテレビ）
- トリビアの泉（フジテレビ）
- 藤子不二雄特番「藤本弘からの手紙」（テレビ朝日）
- おはスタ（テレビ東京）

### CM・VP
- 東急不動産
- 阪急不動産

### 映画
- あ!一軒家プロレス - 獅子王良太役